# Валериановые
Валериа́новые (лат. Valerianoideae) — подсемейство однолетних и многолетних растений семейства Жимолостные (Caprifoliaceae), распространённых главным образом в умеренных областях Америки, Евразии и Африки.
Наибольшее значение имеют представители родов Валериана, Валерианелла, Патриния (применяются наряду с лекарственной валерианой) и Кентрантус (декоративные). Из некоторых валериановых получают настоящий, или благовонный, нард — косметическое и лечебное средство.
Виды рода Валерианелла более известны как полевой салат. Возделывают преимущественно в странах Западной Европы и в США; листья употребляют как салат.

## Ботаническое описание
Травы, редко полукустарники и кустарники.
Листья супротивные, цельные, тройчатые или рассечённые, без прилистников.
Цветки обоеполые или раздельнополые, чаще 5-членные, более или менее асимметричные, реже почти правильные, обычно мелкие, в многоцветковых сложных соцветиях. Тычинок 4 или 3—1. Гинецей из 3 плодолистиков, из которых 2 недоразвиваются. Завязь нижняя.
Плод - аггедула. Нижний ореховидный, ценокарпный, при созревании остается только одно семя, на месте двух неразвившихся образуются воздушные полости.

## Таксономия
Подсемейство Валериановые включает 14 родов:
- Aretiastrum (DC.) Spach
- Astrephia Dufr.
- Belonanthus Graebn.
- Centranthus DC. — Кентрантус
- Fedia Gaertn.
- Nardostachys DC.
- Patrinia Juss. — Патриния
- Phyllactis Pers.
- Plectritis (Lindl.) DC.
- Pseudobetckea (Höck) Lincz.
- Siphonella (Torr. & A.Gray) Small
- Stangea Graebn.
- Valeriana L. — Валерианаtypus
- Valerianella Mill. — Валерианелла